# 2008 au Sénégal
Cet article présente les faits marquants de l'année 2008 au Sénégal.

## Évènements
- Avril 2008 : le président Abdoulaye Wade annonce avoir demandé à l'Inde d'aider le Sénégal à produire 100 000 tonnes de riz supplémentaires par an de façon à atteindre l'indépendance alimentaire en six ans, pour une consommation de 600 000 tonnes annuelles.
- Dimanche 27 avril 2008 : à l'appel de la coalition d'opposition « Pour un Sénégal debout », une manifestation de plusieurs milliers de personnes a été organisée à Dakar pour protester contre la vie chère et le report des élections locales.
- Samedi 12 décembre 2008 : une polémique se développe autour de propos tenus par l'ambassadeur de France et écrivain, Jean-Christophe Rufin[1] : « Au Sénégal, il est très difficile de garder des secrets. Tout le monde sait tout, ou tout le monde croit tout savoir, donc dit n'importe quoi ».
- Mardi 23 décembre 2008 : à Kédougou (sud-est), une manifestation de jeunes réclamant des emplois dans le secteur minier, dégénère en échauffourées avec la police. Les militaires appelés en renfort tirent sur la foule tuant 3 personnes[2],[3].
- Jeudi 25 décembre 2008 : le président Abdoulaye Wade demande à la France le rappel de son ambassadeur Jean-Christophe Rufin, ce dernier aurait déconseillé au gouvernement français d'accorder « une aide financière massive » sans l'assortir d'« exigences très fermes » et de « l'ouverture d'un dialogue avec l'opposition ». L'aide en question vient d'être accordée sans condition le 10 décembre sous la forme d'un prêt de 125 millions d'euros. Selon le Canard Enchaîné dans son édition du 24 décembre, Jean-Christophe Rufin aurait écrit : « Le président multiplie les voyages planétaires […] et lance des projets somptuaires tels que la statue géante construite actuellement par les Nord-Coréens, dans un inimitable style Kim Il-sung, pour la somme de 14 milliards de francs CFA (21,3 millions d'euros) […] Venir en aide au Sénégal sans lui demander de réformer profondément son système politique reviendrait à fournir à un toxicomane la dose qu'il demande, mais qui le conduit un peu plus sûrement vers sa fin […] Le président Wade et son fils […] font sentir qu'ils disposent de canaux de communication privilégiés de nature "privée" avec le président Sarkozy »[4].